# Мисайлово (Московская область)
Мисайлово — посёлок городского типа (до 2024 года — деревня) в Ленинском городском округе Московской области России. 

## География
Находится примерно в 6 км к востоку от центра города Видное. В 2 км к западу от поселка проходит Каширское шоссе. С запада на восток поселок пересекает Володарское шоссе. Ближайшие населённые пункты — посёлок городского типа Молоково и село Остров.
К югу от старой частной застройки Мисайлово расположены многоэтажный жилой комплекс микрорайон Пригород Лесное и микрорайон Вудлэнд.

## История
В XIX веке Мисайлово входило в состав Островской волости Подольского уезда.
В 2015 году в Мисайлове началось строительство крупного жилого комплекса Пригород Лесное (первый этап сдан в 2018 году).
До 2006 года населенный пункт входил в Молоковский сельский округ Ленинского района, а с 2006 до 2019 года в рамках организации местного самоуправления включалась в Молоковское сельское поселение Ленинского муниципального района.
С 2019 года входит в Ленинский городской округ.
В 2024 году деревня преобразована в посёлок городского типа.

## Население
| 2002 | 2006 | 2010 | 2021    |
| ---- | ---- | ---- | ------- |
| 344  | ↗346 | ↗370 | ↗27 093 |

В 1899 году в деревне проживало 705 человек.
Согласно Всероссийской переписи, в 2002 году в деревне проживало 344 человека (155 мужчин и 189 женщин). По данным на 2005 год в деревне проживало 346 человек. Согласно Всероссийской переписи, в 2010 году в деревне проживало 69 человек. В настоящее время население значительно возросло в связи с заселением многоквартирных домов ЖК Пригород Лесное.

## Инфраструктура
- Улицы: Первомайская (Володарское шоссе), Пригородное шоссе, Молодёжный бульвар, Литературный бульвар (последние три — ЖК Пригород Лесное) и др.
- Несколько детских садов (ЖК Пригород Лесное).
- Общеобразовательная школа:  МБОУ Мисайловская средняя общеобразовательная школа №1 (ЖК Пригород Лесное).